# 100e division de chasseurs
Pour les articles homonymes, voir 100e division.
La  100e division de Chasseurs (en allemand : 100. Jäger-Division) est une des divisions d'infanterie de l'armée allemande (Wehrmacht) durant la Seconde Guerre mondiale.

## Création et différentes dénominations
La 100. Jäger-Division est formée en juillet 1942 quand la 100. Leichte Infanterie-Division a été renommée. L'unité est composée pour les deux tiers de soldats autrichiens, elle comprend également le 369e régiment croate.
Elle participe à l'offensive d'été 1942, le plan bleu, au sein de la VI. Armee.
D'abord affectée à la protection des flancs le long du Don, elle participe à la bataille de Stary Oskol lors de la seconde phase de l'offensive. L'unité est ensuite relevée par la VIIIe Armée italienne et envoyée à Stalingrad où elle entre en ligne à partir du 27 septembre 1942. Elle y participe notamment aux combats sur le Kourgane Mamaïev, à la réduction du saillant d'Orlovka et à la prise de l'usine de tracteur Djerzinski.
L’unité disparaît à la suite de la capitulation des forces allemandes du Maréchal Paulus fin janvier 1943.
Elle est reformée dans la zone de Belgrade en avril 1943 et est transférée en Albanie en juillet.
Puis, elle est transférée sur le front de l'Est le 1er mars 1944 et rejoint les forces combattantes pour briser l'encerclement de la 1. Panzer-Armee. Elle prend part au retrait de la Russie et aux combats en Hongrie avant de terminer la guerre en Silésie en mai 1945.

## Organisation

### Commandants
| Date                               | Grade           | Commandant    |
| ---------------------------------- | --------------- | ------------- |
| 6 juillet 1942 - 31 janvier 1943   | Generalleutnant | Werner Sanne  |
| 25 avril 1943 - 1er janvier 1945   | Generalleutnant | Willibald Utz |
| 1er janvier 1945 - 31 janvier 1945 | Oberst          | Hans Kreppel  |
| 1er février 1945 - Mai 1945        | Generalmajor    | Otto Schury   |

### Officier d'opérations (Ia)
| Date                                | Grade          | Commandant           |
| ----------------------------------- | -------------- | -------------------- |
| 6 juillet 1942 - 31 janvier 1943    | Major          | Wolfgang Henkel      |
| 25 mars 1943 - 30 septembre 1944    | Oberstleutnant | Jürgen Bennecke (de) |
| 30 septembre 1944 - 24 janvier 1945 | Oberstleutnant | Karl Krückeberg      |
| 10 février 1945 - Mai 1945          | Major          | Johann Schmidt       |

## Théâtres d'opérations
- Front de l'Est, secteur Sud : juillet 1942 - octobre 1942
- Stalingrad : octobre 1942 - Janvier 1943
- Yougoslavie : avril 1943 - Juillet 1943
- Albanie : juillet 1943 - mars 1944
- Front de l'Est, secteur Sud : mars 1944 - Septembre 1944
- Hongrie, Silésie : septembre 1944 - mai 1945

## Ordre de bataille
1942
- Jäger-Regiment 54
- Jäger-Regiment 227
- Verstärktes Infanterie-Regiment 369 (kroatisch) (1)
- Radfahr-Abteilung 100
- Artillerie-Regiment 83
- Pionier-Bataillon 100
- Panzerjäger-Abteilung 100
- Nachrichten-Abteilung 100
- Feldersatz-Bataillon 100
- Versorgungseinheiten 100

1944-1945
- Jäger-Regiment 54
- Jäger-Regiment 227
- Aufklärungs-Abteilung 100
- Artillerie-Regiment 83
- Pionier-Bataillon 100
- Panzerjäger-Abteilung 100
- Nachrichten-Abteilung 100
- Feldersatz-Bataillon 83
- Versorgungseinheiten 100